# Hans Blume
Henri Johan (Hans) Blume (Semarang, 16 november 1887 – Galston, 5 januari 1978) was een Nederlandse voetballer.
Blume kwam uit voor Quick uit Nijmegen. Bij een wedstrijd tussen Oost-Nederland en West-Nederland viel hij begin 1907 in positieve zin op bij de keuzecommissie voor het Nederlands elftal. Hij werd uitgenodigd voor een interland tegen Engeland op 1 april 1907. In de met 8-1 verloren wedstrijd maakte Blume het enige Nederlandse doelpunt.
Het was de enige keer dat Blume voor Nederland uitkwam. In de jaren dertig emigreerde hij naar Thailand en later naar Australië. Hij overleed eind jaren zeventig in een voorstadje van Sydney.